# Legio VI Herculia

Dibujo del escudo de la legión palatina de Herculiani seniores, según la Notitia Dignitatum.

La Legio VI Herculia (Sexta legión «hercúlea») fue una legión romana, reunida por Diocleciano a finales del siglo III, y todavía está en servicio a comienzos del siglo V. El cognomen de la legión se refiere a Hércules, a quien el colega de Diocleciano, Maximiano (también conocido como Herculius, "el hombre semejante a Hércules"), fue dedicado e identificado.
La VI Herculia fue acuartelada, junto con su legión hermana, la V Iovia, en Pannonia Secunda, una nueva provincia creada con la segregación de la antigua provincia de Panonia. La legión recibió el ordinal «Sexta» debido a que en Panonia ya había cuatro legiones, más la V Iovia. El propósito de la legión, con su campamento permanente en Teutoburgium (cerca de la moderna Vukovar) y un castellum avanzado en Onagrinum, era proteger la residencia imperial de Diocleciano en Sirmium (Ilírico).
La Notitia Dignitatum sitúa la legión todavía en Ilírico a comienzos del siglo V.
Es posible que algunos hombres de esta legión y de la V Iovia formasen los Herculianos y Jovianos, la nueva guardia imperial de Diocleciano. Si esta identificación es correcta, hombres de la VI Herculia tenían el apelativo de Martiobarbuli, puesto que eran expertos en lanzar pequeños dardos, martiobarbuli, llevados por cinco en el interior de sus escudos.